# Egina (mitología)

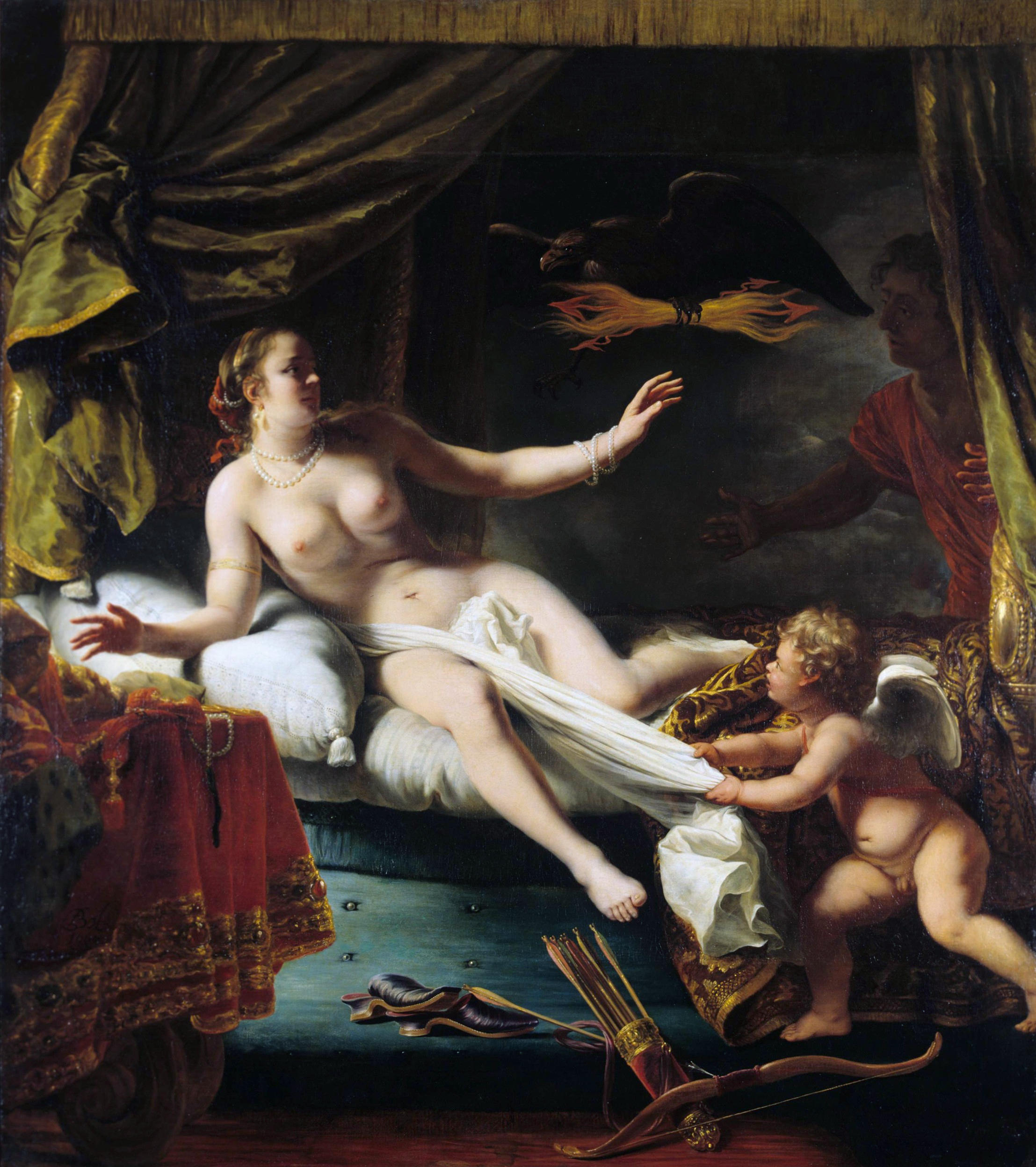
Egina esperando la llegada de Zeus, obra de Ferdinand Bol.

En la mitología griega, Egina (en griego Αίγινα) era la ninfa náyade que dio su nombre a la isla homónima. Se la considera hija del dios fluvial Asopo y de Metope, a su vez hija del Ladón.
Según Apolodoro, Zeus raptó a Egina, llevándola a una isla del golfo Sarónico cercana al Ática llamada por ese entonces Enone, y que a partir del rapto, fue conocida como Egina. Asopo, buscándola, llegó hasta Corinto y se enteró por Sísifo de que el raptor había sido Zeus. Éste lanzó sus rayos contra Asopo, que lo perseguía, y lo hizo regresar a su cauce y por eso se dice todavía hoy que sus aguas llevan carbones. Egina terminó dando a luz al hijo de Zeus, Éaco, que se convertiría en rey de la isla, en un principio desierta. Un autor nos dice que Zeus tomó la forma de una llama para seducir a la muchacha pero otro dice que prefirió la forma de un águila. Otro autor además alega que Zeus raptó a Egina en la ciudad de Fliunte.
Higino introduce algunas variantes del mito. Dice que Zeus se llevó a Egina hasta la distante isla de Delos — el autor confunde Delos con Egina—  porque temía la cólera y los celos de Hera. Ésta descubrió la infidelidad y decidió entonces envenenar las aguas de la isla, y además envió una serpiente para atormentar a Éaco.
Píndaro nos dice que Egina también engendró un hijo con Áctor, Menecio; éste gobernó en Opunte. Por Menecio, Egina fue abuela de Patroclo, el compañero y primo de Aquiles. Éste también descendía de la propia Egina a través de Peleo, uno de los hijos de Éaco. Otros dicen que de Zeus y Egina nació también Damocratea, a su vez madre de Patroclo en su unión con su hermanastro Menecio.
Otro escolio hace a Egina madre de Sinope en su unión con Ares; aunque lo más usual es que Egina y Sinope sean hermanas.
Egina, uno de los asteroides, tomó su nombre de la náyade.